# العلاقات الأذربيجانية التونسية
العلاقات الأذربيجانية التونسية هي العلاقات الثنائية التي تجمع بين أذربيجان وتونس.

## مقارنة بين البلدين
هذه مقارنة عامة ومرجعية للدولتين:
| وجه المقارنة                                              | أذربيجان        | تونس                                       |
| --------------------------------------------------------- | --------------- | ------------------------------------------ |
| المساحة (كم2)                                             | 86.60 ألف       | 163.61 ألف                                 |
| عدد السكان (نسمة)                                         | 10.00 مليون     | 11.53 مليون                                |
| الكثافة السكانية (ن./كم²)                                 | 115.47          | 70.47                                      |
| العاصمة                                                   | باكو            | تونس                                       |
| اللغة الرسمية                                             | اللغة الأذرية   | اللغة العربية                              |
| العملة                                                    | مانات أذربيجاني | دينار تونسي                                |
| الناتج المحلي الإجمالي (بليون دولار)                      | 40.75 مليار     | 40.26 مليار                                |
| الناتج المحلي الإجمالي (تعادل القوة الشرائية) بليون دولار | 171.56 مليار    | 129.05 مليار                               |
| الناتج المحلي الإجمالي الاسمي للفرد دولار أمريكي          | 5.50 ألف        | 3.87 ألف                                   |
| الناتج المحلي الإجمالي للفرد دولار أمريكي                 | 17.52 ألف       | 11.44 ألف                                  |
| مؤشر التنمية البشرية                                      | 0.751           | 0.721                                      |
| رمز المكالمات الدولي                                      | +994            | +216                                       |
| رمز الإنترنت                                              | .az             | .tn                                        |
| المنطقة الزمنية                                           | ت ع م+04:00     | ت ع م+01:00، توقيت وسط أوروبا، ت ع م+02:00 |

## منظمات دولية مشتركة
يشترك البلدان في عضوية مجموعة من المنظمات الدولية، منها:
| علم المنظمة | اسم المنظمة                               | تاريخ انضمام أذربيجان | تاريخ انضمام تونس |
| ----------- | ----------------------------------------- | --------------------- | ----------------- |
|             | يونسكو                                    | 3 يونيو 1992          | 8 نوفمبر 1956     |
|             | مؤسسة التمويل الدولية                     | 11 أكتوبر 1995        | 25 يوليو 1962     |
|             | المركز الدولي لتسوية المنازعات الاستشارية | 18 أكتوبر 1992        | 14 أكتوبر 1966    |
|             | منظمة التعاون الإسلامي                    | 1991                  | ?                 |
|             | منظمة حظر الأسلحة الكيميائية              | ?                     | ?                 |
|             | مؤسسة التنمية الدولية                     | 31 مارس 1995          | 30 ديسمبر 1960    |
|             | وكالة ضمان الاستثمار متعدد الأطراف        | 23 سبتمبر 1992        | 7 يونيو 1988      |
|             | الاتحاد البريدي العالمي                   | ?                     | ?                 |
|             | الاتحاد الدولي للاتصالات                  | 10 أبريل 1992         | 14 ديسمبر 1956    |
|             | منظمة الشرطة الجنائية الدولية             | ?                     | ?                 |
|             | الأمم المتحدة                             | 2 مارس 1992           | 12 نوفمبر 1956    |
|             | البنك الدولي للإنشاء والتعمير             | 18 سبتمبر 1992        | 14 أبريل 1958     |

## وصلات خارجية
- موقع وزارة الخارجية الأذربيجانية
- موقع وزارة الخارجية التونسية